# Helix godetiana
Helix godetiana is een slakkensoort uit de familie van de Helicidae. De wetenschappelijke naam van de soort is voor het eerst geldig gepubliceerd in 1878 door Kobelt.